# Tank (Bugatti)
Pour les articles homonymes, voir Bugatti (homonymie) et Tank.
Un Tank Bugatti est un type de carrosserie de voiture de compétition automobile du constructeur automobile Bugatti. Elle est utilisée sur des Bugatti Type 32 de 1923, puis sur des Bugatti Type 57 entre 1935 et 1939, victorieuses en particulier des Rallye des Alpes françaises 1935, Grand Prix automobile de France 1936, 24 Heures du Mans 1937, et 24 Heures du Mans 1939...

## Bugatti Type 32 Tank
Cette carrosserie originale, profilée et surbaissée, est créée par Ettore Bugatti pour la Bugatti Type 32 à raison de 1 prototype + 4 exemplaires pour le Grand Prix automobile de France 1923, motorisée par le premier moteur 8 cylindres Bugatti des Bugatti Type 30. 

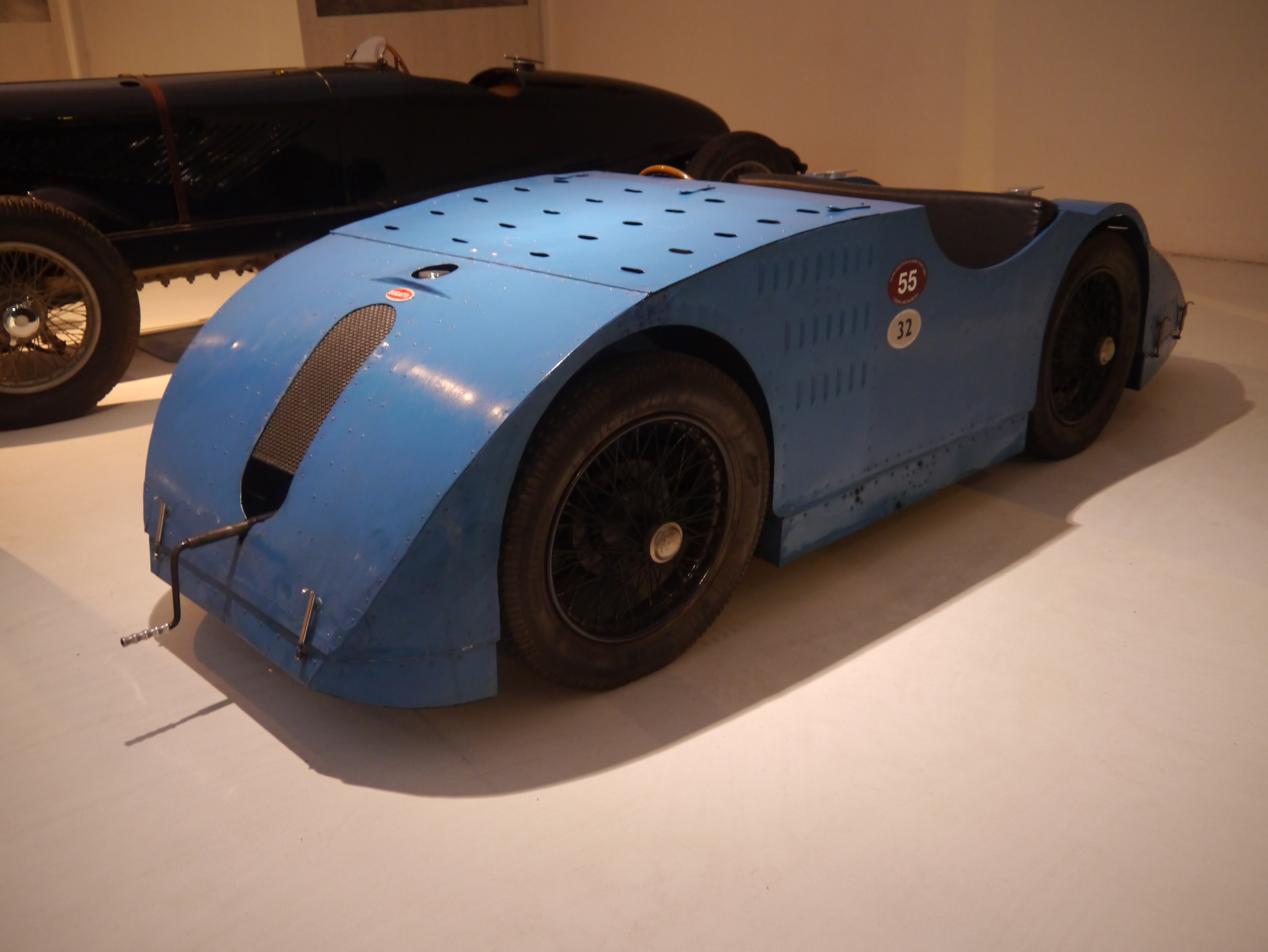
Type 32 d'Ernest Friderich au Grand Prix automobile de France 1923 (Cité de l'automobile de Mulhouse)
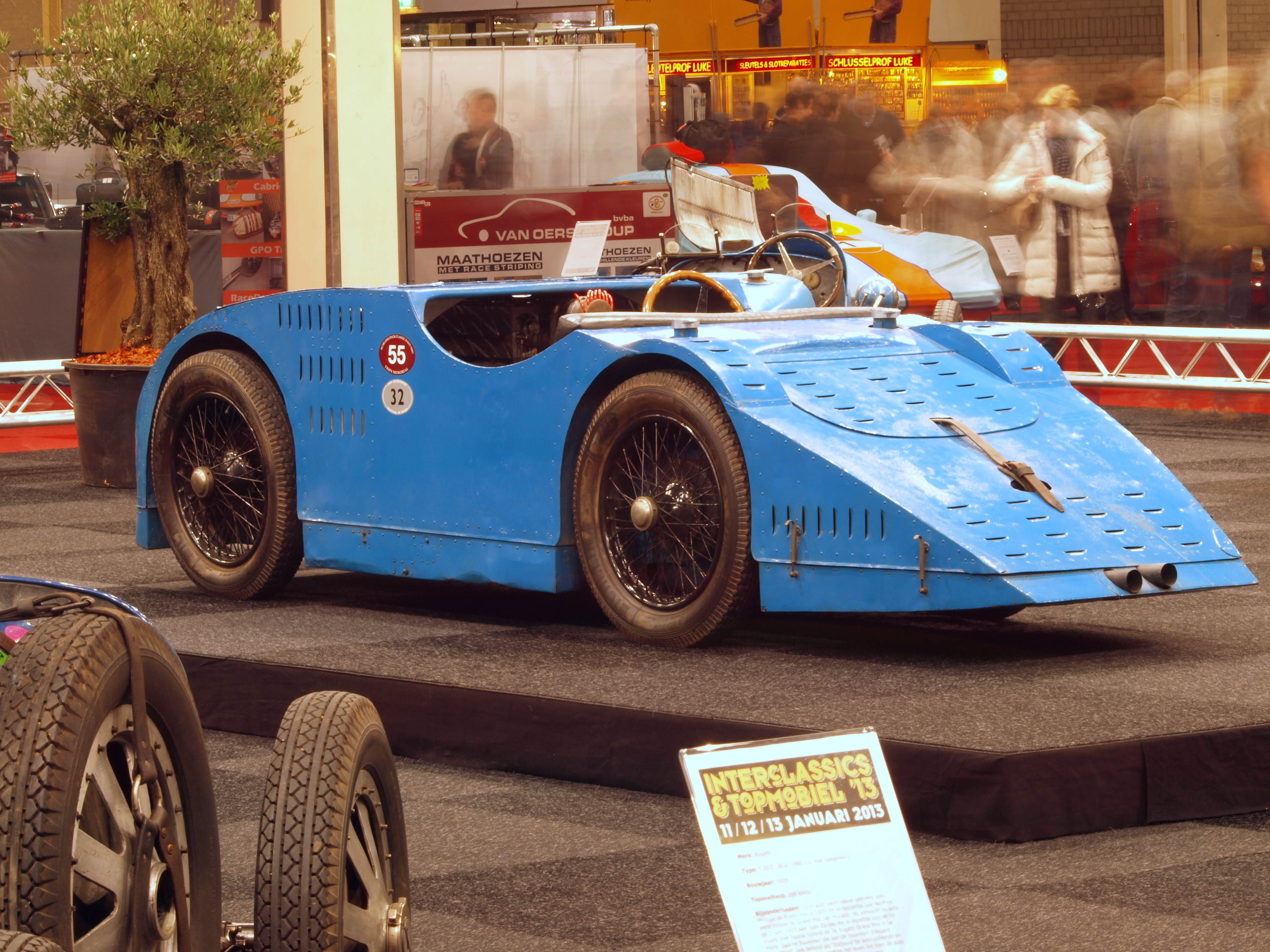
Maastricht aux Pays-Bas
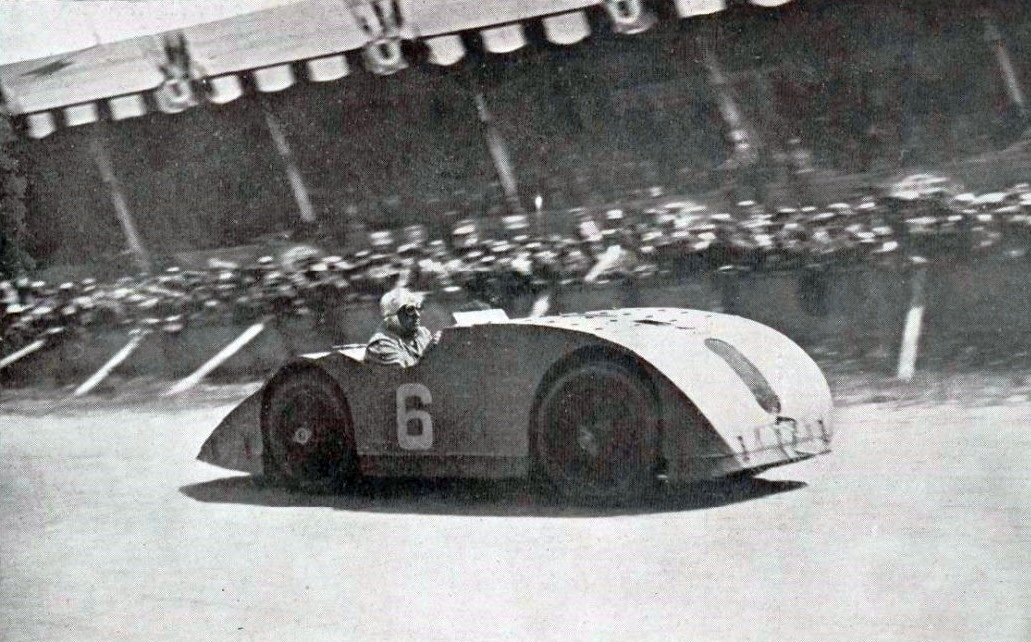
Ernest Friderich au Grand Prix automobile de France 1923

La Type 32 remporte, entre autres, la 3e place du Grand Prix aux mains du pilote Ernest Friderich. La légendaire Bugatti Type 35 lui succède l'année suivante.

## Bugatti Type 57 G Tank
Elle est a nouveau utilisée avec succès quelques années plus tard par Jean Bugatti, pour carrosser des Bugatti Type 57 de courses, victorieuses en particulier des Rallye des Alpes françaises 1935, Grand Prix automobile de France 1936, 24 Heures du Mans 1937, et 24 Heures du Mans 1939...

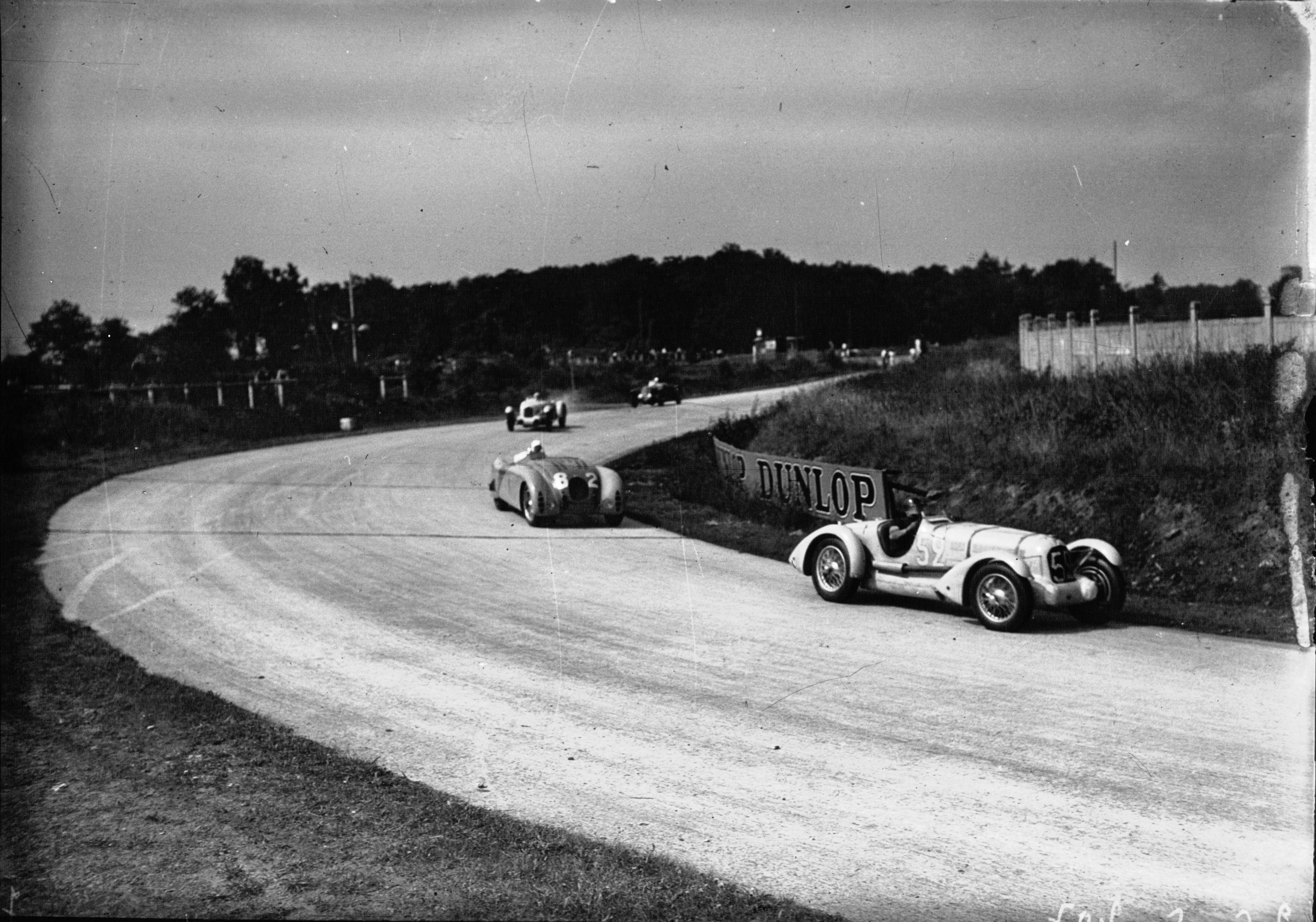
Bol d'or automobile 1936
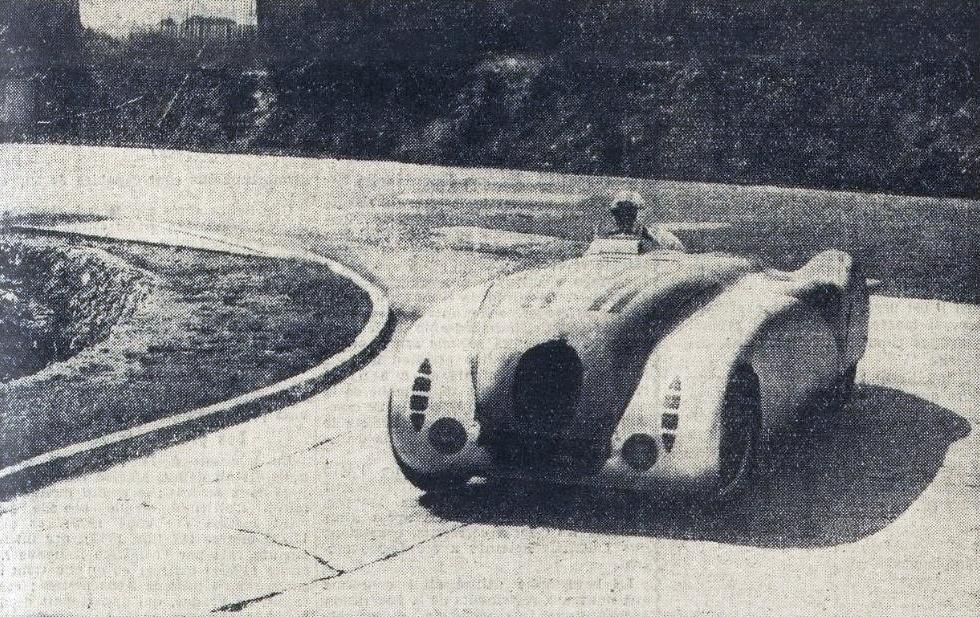
Victoire de Philippe de Rothschild et Robert Benoist au Grand Prix automobile de France 1936
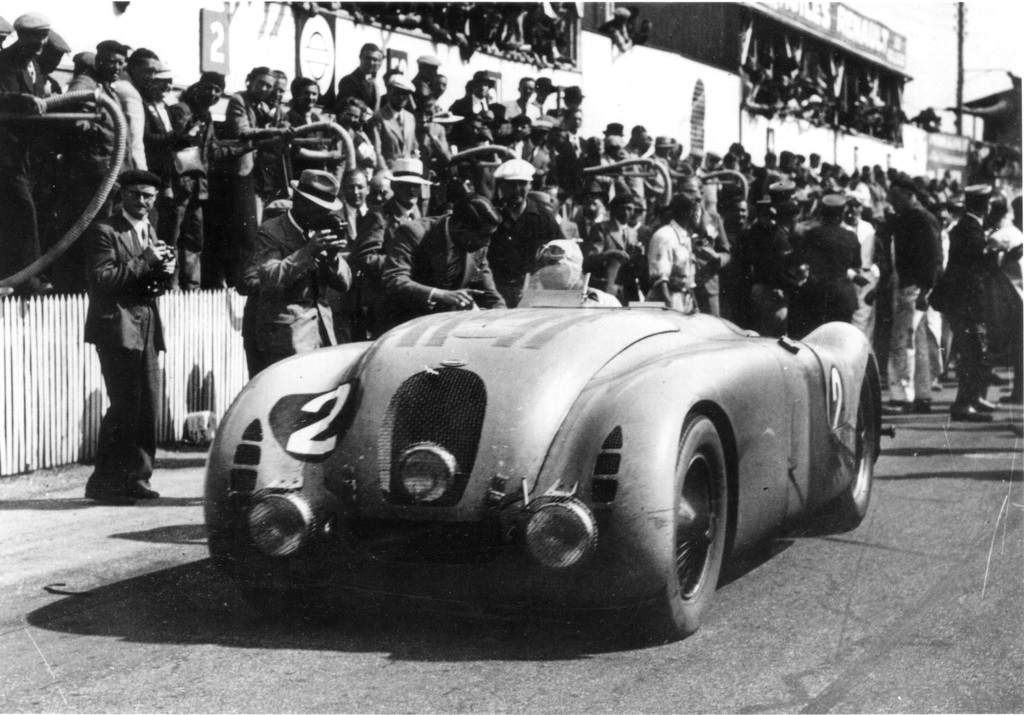
Victoire des 24 Heures du Mans 1937 avec Robert Benoist et Jean-Pierre Wimille
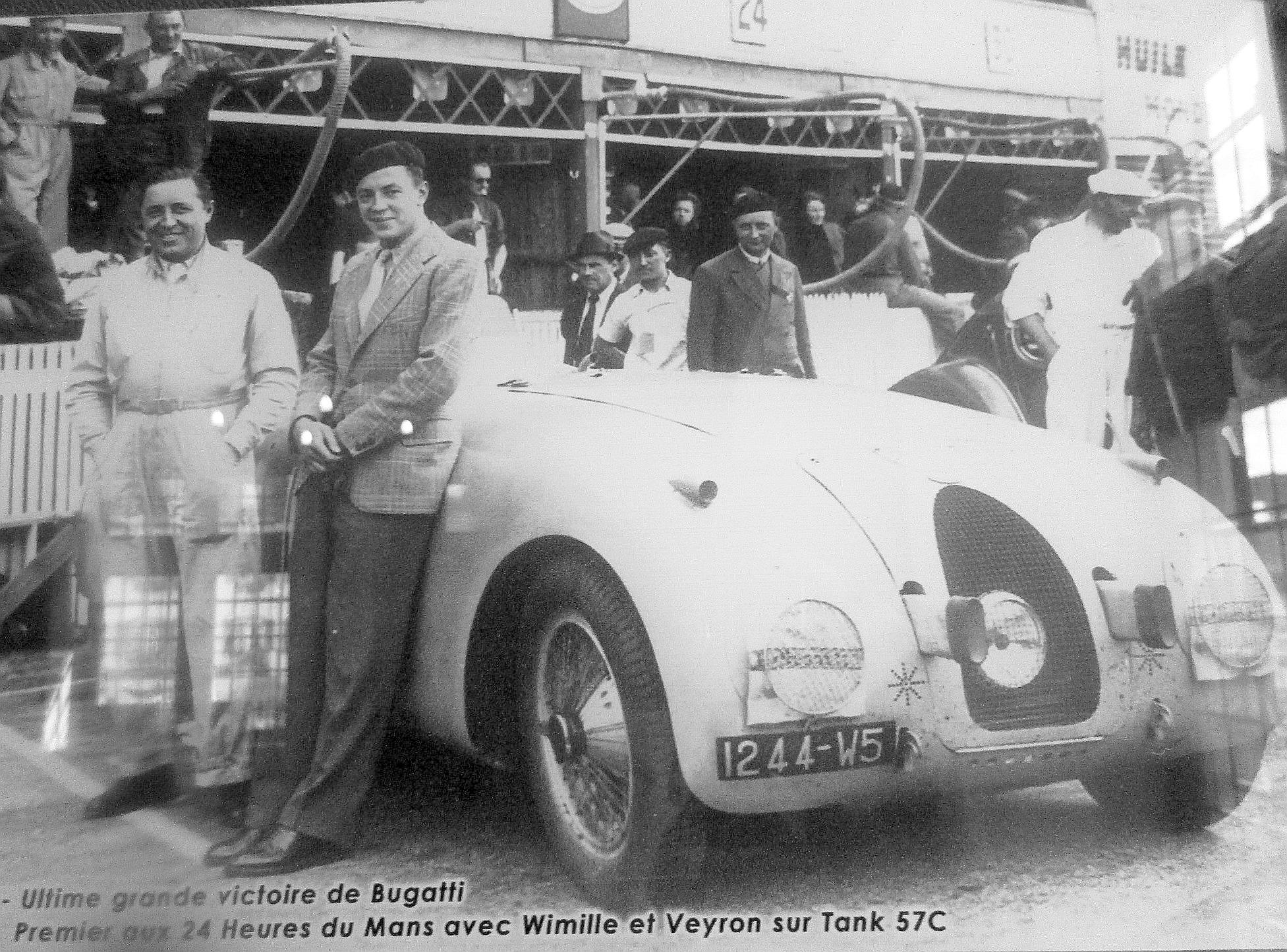
Victoire des 24 Heures du Mans 1939 avec Jean-Pierre Wimille et Pierre Veyron

Jean Bugatti se tue accidentellement au volant du modèle victorieux des 24 Heures du Mans 1939, aux alentours de son Usine Bugatti de Molsheim, au cours d'une séance d'essai et de mise au point d'une évolution du modèle, à près de 200 km/h en août 1939. Son décès tragique et prématuré à l'âge de 30 ans, et la déclaration de la Seconde Guerre mondiale 15 jours plus tard, marquent la fin rapide de Bugatti.